# Fulanos de nadie
Fulanos de Nadie es la quinta producción discográfica de Los Caballeros de la Quema, editada en 2000. El álbum presenta un tema que Iván Noble escribió junto a Joaquín Sabina, Otro jueves cobarde. Contó además con el aporte de Facundo Rosas, quien escribió «Sapo de otro pozo».
Joaquín Sabina no pudo estar presente en la grabación del tema, por lo que la primera edición del álbum incluye este tema sin la voz del cantautor. El disco fue reeditado en 2001, ahora sí con la colaboración de Sabina en el tema citado, y con un tema extra, un popurrí con varias demos que corresponden a canciones del disco.

## Lista de canciones
| Fulanos de nadie |                                  |                             |                              |          |  |
| N.º              | Título                           | Letras                      | Música                       | Duración |  |
| 1.               | «¿Qué mirás?»                    | Iván Noble                  | Javier Cavo · Martín Méndez  | 2:53     |  |
| 2.               | «Rómulo y Remo»                  | Iván Noble                  | Ariel Caldara · Carlos Arin  | 4:35     |  |
| 3.               | «Fulanos de nadie»               | Iván Noble                  | Pato Castillo                | 4:40     |  |
| 4.               | «Basta para mí»                  | Iván Noble                  | Pablo Guerra                 | 3:28     |  |
| 5.               | «Bye, bye, rubia»                | Iván Noble                  | Javier Cavo · Pablo Guerra   | 5:35     |  |
| 6.               | «Cero mensaje en el contestador» | Iván Noble                  | Pablo Guerra                 | 3:59     |  |
| 7.               | «Sapo de otro pozo»              | Iván Noble                  | Iván Noble                   | 4:18     |  |
| 8.               | «Macho chaparrón»                | Iván Noble                  | Martín Méndez                | 3:54     |  |
| 9.               | «Sacá los garfios de ahí»        | Iván Noble · Javier Cavo    | Martín Méndez                | 3:25     |  |
| 10.              | «Ni a la esquina»                | Iván Noble                  | Pablo Guerra                 | 4:26     |  |
| 11.              | «No me despaches así»            | Iván Noble                  | Pablo Guerra · Pato Castillo | 3:30     |  |
| 12.              | «Otro jueves cobarde»            | Iván Noble · Joaquín Sabina | Iván Noble                   | 5:19     |  |
| 13.              | «Todo tan raro»                  | Iván Noble                  | Iván Noble                   | 4:34     |  |

| Fulanos de nadie (2ª edición - 2001) |                                                                       |                             |                                              |          |  |
| N.º                                  | Título                                                                | Letras                      | Música                                       | Duración |  |
| 12.                                  | «Otro jueves cobarde» (con Joaquín Sabina)                            | Iván Noble · Joaquín Sabina | Iván Noble                                   | 5:19     |  |
| 13.                                  | «Todo tan raro»                                                       | Iván Noble                  | Iván Noble                                   | 4:34     |  |
| 14.                                  | «Popurrí de demos» (Demos de las canciones 13, 8, 11, 7, 9, 1, 5 y 4) | Iván Noble · Javier Cavo    | Martín Méndez · Pablo Guerra · Pato Castillo | 8:54     |  |

## Datos técnicos y formación de la banda
- Voz y coros: Iván Noble
- Piano, órgano y coros: Ariel «Garfield» Caldara
- Bajo: Patricio Castillo
- Guitarras, coros y voz en 5: Pablo Guerra
- Guitarras y coros: Martín Méndez
- Batería: Javier «Nene» Cavo
- Saxo y coros: Carlos Arín
- Arreglos corales: Pedro Aznar
- Bandoneón: Néstor Marconi
- Trompeta: Harry Kim
- Trombón: Art Velazco
- Percusión: Luis Conte
- Coros: Portia Griffin / Jesica Williams
- Chelo: John Acosta
- Viola: Darrin Mc. Cam
- Viola en 12: Novi Novog
- Vibráfono en 8: Ariel Caldara / Gustavo Borner
- Presentación: Sebastián Borner

## Videoclips
- Rómulo y Remo (2000)
- Sapo de otro pozo (2000)
- Fulanos de nadie (2001)
- Basta para mí (2001)
- Otro jueves cobarde (feat. Joaquín Sabina) (2001)